# Czesław Garbacik
Czesław Garbacik (ur. 29 maja 1920 w Sobniowie, zm. 1961) – polski działacz ludowy, poseł na Sejm PRL II kadencji.

## Życiorys
Syn Andrzeja i Marii. Posiadał wykształcenie średnie, był rolnikiem.
Był działaczem Zjednoczonego Stronnictwa Ludowego. Został przewodniczącym Prezydium Miejskiej Rady Narodowej (MRN) w Sanoku. W latach 50. przewodniczył Komisji Porozumiewawczej ZSL w Sanoku (w latach 60. jego następcą został Leon Barański). Został wybrany posłem na Sejm PRL II kadencji z ramienia ZSL. Mandat uzyskał w okręgu 78 Sanok i pełnił od 20 lutego 1957 do 20 lutego 1961. Należał do Klubu Poselskiego ZSL i sejmowej Komisji Przemysłu Lekkiego, Rzemiosła i Spółdzielczości Pracy.
Jego bratem był Kazimierz Garbacik (ur. 1927), pułkownik Wojska Polskiego, członek Wojskowej Rady Ocalenia Narodowego.